# 班达 (神话)
班达（英語：Bandua）(别名: 班杜阿、班多加) 卢西塔尼亚凯尔特神祇之神。长期于今伊比利亚半岛地区的葡萄牙等国家发挥相关作用并得到崇拜与传播，具有重要地影响与积极意义。神的性别尚不清楚，但人们普遍认为男性对应者是班达，女性对应者是班德 (Bande)。在该地区的大多数神灵中，班达被认为是社区或儿童的保护神。